# Ramses VII
Ramses VII (... – 1128 a.C.) è stato un faraone della XX dinastia egizia.

## Biografia
Di Ramses VII è giunta una documentazione estremamente scarsa, benché la data più alta attestata del suo regno sia l'anno 7, mese 5. Inoltre un papiro (Cat. 1883 di Torino) data all'anno 8 di un Faraone che alcuni ritengono essere proprio Ramses VII il quale non sedette sul trono per un tempo esiguo, nonostante la carenza di notizie. Da un montante di porta, proveniente dagli scavi di Deir el-Medina sappiamo che era figlio di Ramses VI e della regina Nubkhesbed, e che suoi fratelli furono i principi Amonherkhepshef (l'individuo rinvenuto nel sarcofago della regina Tausret), Panebenkemyt e la sacerdotessa Iside, Divina Sposa di Amon. Non è giunto il nome della sua consorte, ma pare abbia generato un figlio chiamato Ramses.

Durante il regno di Ramses VII la già critica situazione interna degenerò ulteriormente, aggravata da una carestia che causò l'aumento del prezzo del grano. Si hanno anche testimonianze di problemi ai confini orientali.
Ramses VII venne sepolto nella Valle dei Re nella tomba identificata come KV1, ma la mummia non è stata rinvenuta. Nel nascondiglio (DB320) delle mummie reali di Deir el-Bahari furono trovate nel 1881 quattro coppe con il nome di Ramses VII ma nessuna traccia della sua mummia.

## Titolatura
| G5 |

| G5 |

| E1 · D40 | D36 · n | D6 | m | M23 | A42 |

| E1 · D40 | D36 · n | D6 | m | M23 | A42 |

| E1 · D40 | D36 · n | D6 | m | M23 | A42 |

| E1 · D40 | D36 · n | D6 | m | M23 | A42 |

| E1 · D40 | D36 · n | D6 | m | M23 | A42 |

| E1 · D40 | D36 · n | D6 | m | M23 | A42 |

| E1 · D40 | D36 · n | D6 | m | M23 | A42 |

| E1 · D40 | D36 · n | D6 | m | M23 | A42 |

| G16 |

| G16 |

| D36 · k · Y1 | I6 · t · O49 | w | D36 · f | Z7 | Y1 · A24 |

| D36 · k · Y1 | I6 · t · O49 | w | D36 · f | Z7 | Y1 · A24 |

| N25 · t · Z1 | T14 | A1 | B1 | Z2 · N25 |

| N25 · t · Z1 | T14 | A1 | B1 | Z2 · N25 |

| G8 |

| G8 |

| wsr | M4 · M4 · M4 | W19 | C12 |

| wsr | M4 · M4 · M4 | W19 | C12 |

| M23 · X1 | L2 · X1 |

| M23 · X1 | L2 · X1 |

| N5 | wsr | C12 | N5 · U21 | n · mr |

| N5 | wsr | C12 | N5 · U21 | n · mr |

| N5 | wsr | C12 | N5 · U21 | n · mr |

| N5 | wsr | C12 | N5 · U21 | n · mr |

| N5 | wsr | C12 | N5 · U21 | n · mr |

| N5 | wsr | C12 | N5 · U21 | n · mr |

| N5 | wsr | C12 | N5 · U21 | n · mr |

| N5 | wsr | C12 | N5 · U21 | n · mr |

| G39 | N5 |

| G39 | N5 |

| N5 | C12 | F31 | O34 · O34 | i · t | R8 | S38 | O28 |

| N5 | C12 | F31 | O34 · O34 | i · t | R8 | S38 | O28 |

| N5 | C12 | F31 | O34 · O34 | i · t | R8 | S38 | O28 |

| N5 | C12 | F31 | O34 · O34 | i · t | R8 | S38 | O28 |

| N5 | C12 | F31 | O34 · O34 | i · t | R8 | S38 | O28 |

| N5 | C12 | F31 | O34 · O34 | i · t | R8 | S38 | O28 |

| N5 | C12 | F31 | O34 · O34 | i · t | R8 | S38 | O28 |

| N5 | C12 | F31 | O34 · O34 | i · t | R8 | S38 | O28 |

Nella tomba KV1 della Valle dei Re a Tebe, il suo Nome di Trono (nsw bity) appare, con lo stesso significato, nella forma:
| N5 | F12 | C12 | N36 | N5 · U21 · N35 |

| N5 | F12 | C12 | N36 | N5 · U21 · N35 |

| N5 | F12 | C12 | N36 | N5 · U21 · N35 |

| N5 | F12 | C12 | N36 | N5 · U21 · N35 |

wsr m3՚t r՚ stp.n r՚ mr imn